# Gizmondo
Gizmondo — портативная игровая консоль выпущенная компанией Tiger Telematics в марте 2005 года.
Продажи приставки очень низкие — было продано всего около 25,000 приставок, это одна из наименее продаваемых портативных консолей в истории. Продажи приставки прекратились в феврале 2006 и Gizmondo Europe, дочерняя компания Tiger Telematics, объявила себя банкротом. В 2008 году сооснователь и председатель Tiger Telematics, Карл Фрир, объявил о планах по перезапуску Gizmondo под названием Gizmondo 2.
Gizmondo была очернена участием одного из руководителей, Стефана Эрикссона, в организованной преступности.

## Выпуск

### Великобритания
Gizmondo была выпущена в Великобритании 19 марта 2005 года, начальная цена — £229. Приставки с включенным «Smart Adds» имели сниженную цену — £129. Приставка была доступна в Лондонском магазине Gizmondo, в интернет-магазине Gizmondo и у других продавцов. Точное количество приставок отправленных продавцам неизвестно.

### Швеция
Gizmondo была выпущена в Швеции летом 2005 года. Вместо открытия специализированных магазинов, производитель продавал приставки через проверенных продавцов. Было продано меньше 100 экземпляров.

### США
В США Gizmondo была выпущена 22 октября 2005 года. Стоимость — $400 за приставку без «Smart Adds», или $229 за приставку с включенным «Smart Adds». Покупка была возможна только через сайт и в нескольких киосках расположенных в торговых центрах. Только 8 из планировавшихся 14 игр было выпущено в США. Продажи через розничных продавцов не велись.

## Игры
Gizmondo была выпущена с 14 играми, среди них такие как FIFA Football 2005 и Richard Burns Rally. 30 игр находились в процессе разработки, но были отменены в связи с банкротством компании.

## Smart Adds
Система «Smart Adds» представлена как возможность восполнить часть стоимости продукта. Система включена в модели Gizmondo с уменьшенной ценой. Каждый раз когда пользователь заходит в главное меню устройства, c разными интервалами отображаются рекламные объявления. Объявления загружаются с помощью GPRS, максимум 3 объявления в день.

## Технические характеристики
- Дисплей: 72 мм (2.8 дюйма) TFT
- Разрешение: 320 × 240 пикселей
- Процессор: Samsung ARM9 400 MHz
- Графика: nVidia GoForce 3D 4500 128-bit 3D, 65,536 цветов
- RAM: 64 MB
- Звук: Встроенный динамик
- Коммуникации: Bluetooth для многопользовательской игры, GSM
- Порты: Стерео, Mini-USB, SD
- Мультимедиа: MPEG4, MP3, WAV, MIDI
- JPEG камера
- SIM-карта
- GPS
- GPRS
- SMS
- MMS
- WAP 2.0

## Широкоэкранная Gizmondo
Tiger Telematics планировала выпуск широкоэкранной версии Gizmondo в 2006 году. Новая версия приставки должна была иметь больший экран и дополнения — Wi-Fi и поддержку ТV-выхода. Широкоэкранная Gizmondo была представлена за несколько недель до начала продаж оригинальной Gizmondo в США, возможно это стало причиной того что покупатели не стали приобретать оригинальную версию.

## Gizmondo 2
В 2008 году сооснователь и председатель Tiger Telematics, Карл Фрир, объявил о планах по перезапуску Gizmondo под названием Gizmondo 2.
Изначально выпуск планировался на май 2008, но он был быстро перенесен на ноябрь 2008 года. В декабре консоль не появилась, и было сделано заявление о полной переделке консоли под смартфон на базе Windows CE или Google Android.
Затем прекратил работу сайт компании Media Power, сооснователь Микаэль Льюнгман был арестован и осужден за мошенничество, больше не поступало никакой информации о смартфоне или приставке.